# Ruína

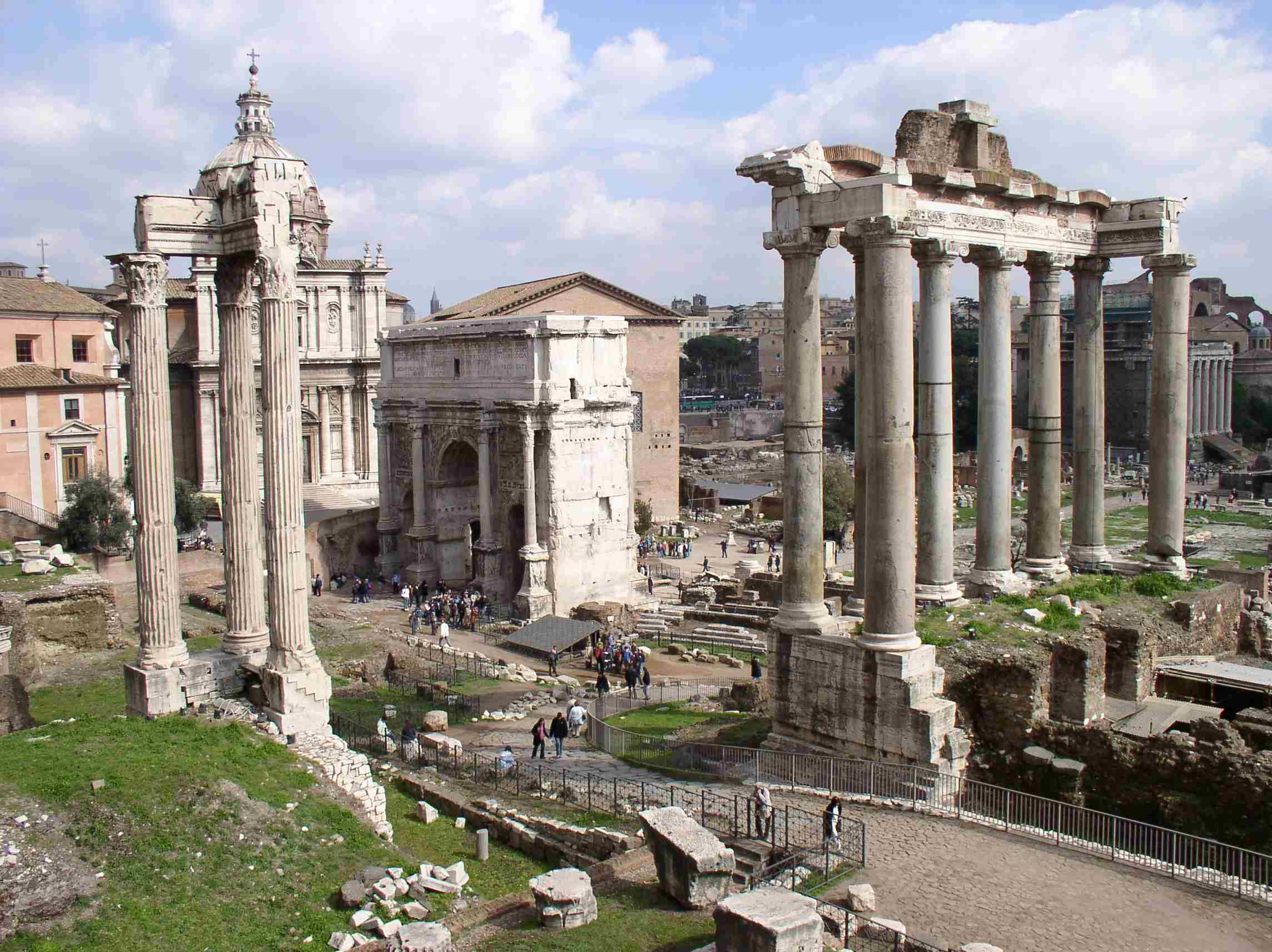
Ruínas do Fórum Romano em Roma, Itália

Ruína (do latim ruina 'um colapso') são os restos da arquitetura de uma civilização. O termo refere-se a estruturas anteriormente intactas que caíram em estado de degradação parcial ou total ao longo do tempo devido a uma variedade de fatores, como falta de manutenção, destruição deliberada por seres humanos ou destruição incontrolável por fenômenos naturais. As causas mais comuns que produzem ruínas em seu rastro são desastres naturais, conflitos armados e declínio populacional, com muitas estruturas se tornando progressivamente abandonadas ao longo do tempo devido ao intemperismo e à eliminação de longo prazo.
Existem ruínas famosas em todo o mundo, com locais notáveis originários da China Antiga, o Vale do Indo e outras regiões da Índia antiga, Irã antigo, Israel e Judeia antigos, Iraque antigo, Grécia Antiga, Antigo Egito, Mesoamérica, Incas, sítios romanos em toda a bacia do Mediterrâneo e sítios incas e maias nas Américas. As ruínas são de grande importância para historiadores, arqueólogos e antropólogos, quer tenham sido fortificações individuais, locais de culto, universidades antigas, casas e edifícios utilitários, ou aldeias inteiras, vilas e cidades. Muitas ruínas tornaram-se Patrimônio Mundial da UNESCO nos últimos anos, para identificá-las e preservá-las como áreas de valor excepcional para a humanidade.